# Transformers: Beast Wars Transmetals
Transformers: Beast Wars Transmetals est un jeu vidéo de combat sorti en 1999 sur Nintendo 64 et PlayStation. Le jeu a été développé par Takara puis édité par Takara au Japon et par Bam! Entertainment aux États-Unis.
Le jeu est adapté de série Animutants.